# Chrysilla albens
Chrysilla albens là một loài nhện trong họ Salticidae.
Loài này thuộc chi Chrysilla. Chrysilla albens được Dyal miêu tả năm 1935.